# Vancomicina
La vancomicina è un farmaco antibiotico prodotto da Streptomyces orientalis (Amycolatopsis orientalis) che fa parte, insieme con la teicoplanina, della classe dei glicopeptidi. Sono molecole ad alto peso molecolare, che agiscono inibendo la polimerizzazione della parete del peptidoglicano dei batteri gram positivi.
L'alto peso molecolare non consente a tali molecole l'attraversamento della membrana cellulare esterna dei germi Gram negativi, per cui la vancomicina è inefficace contro questi batteri; unica eccezione sono i Flavobacterium. Essendo stata diffusamente impiegata per debellare infezioni da Staphylococcus aureus si sono sviluppate resistenze, fino alla nascita di ceppi di S. Aureus particolarmente resistenti come il VISA: (Vancomycin Intermediate S. Aureus) e il VRSA (Vancomycin Resistant S. Aureus).

## Meccanismo d'azione
La vancomicina è un antibiotico glicopeptidico che esplica un effetto battericida.
La vancomicina è in grado di legarsi tenacemente al dipeptide D-Ala-D-Ala che costituisce la parte terminale del tetrapeptide del peptidoglicano. La modificazione sterica risultante comporta una compromissione dei meccanismi enzimatici (transglicosilasi) che determinano la polimerizzazione della catena lineare di peptidoglicano. Il risultato finale è simile a quello provocato dalle penicilline, con la differenza che queste agiscono facendo inibizione sull'enzima transpeptidasi, impedendo la formazione dei legami crociati.
I meccanismi alla base della resistenza sono analoghi per Staphylococcus e per Enterococcus; viene infatti sostituito l'aminoacido D-Ala terminale con un residuo di D-lattato, con perdita dell'affinità per la vancomicina.
Questo meccanismo permette di sviluppare una resistenza tale da aumentare la MIC per Staphylococcus e per Enterococcus fino a 32 µg/ml.

## Attività antibatterica
La maggior parte degli stafilocchi produttori di β-lattamasi e resistenti alla meticillina, alla nafcillina e all'oxacillina, possono essere uccisi da concentrazioni di vancomicina inferiori a 4 µg/ml.
Importante è tener conto che la vancomicina uccide gli stafilococchi molto lentamente (sia in vitro sia in vivo) e solo se sono in attiva divisione. La somministrazione contemporanea di vancomicina e di gentamicina e streptomicina potenzia l'azione nei confronti di Enterococcus faecium e Enterococcus faecalis, spesso multi-resistenti alla normale chemioterapia.

## Farmacocinetica
La vancomicina è assorbita solo in minima parte se somministrata per via orale.
Per questo motivo e per controllare eventuali effetti tossici, la vancomicina viene somministrata in ambiente ospedaliero per via endovenosa. L'unica eccezione è costituita dalla colite pseudomembranosa sostenuta da C. difficile in cui si preferisce la somministrazione orale, essendo in questo caso ricercato un effetto di tipo topico sul colon.
Un'infusione di 1 g in un'ora produce livelli ematici di 15-30 µg/mL per circa 1 o 2 ore, con larghissima distribuzione in tutti i tessuti corporei. In presenza di infiammazione delle meningi, la concentrazione nel liquido cefalo-rachidiano raggiunge il 7-30% di quella plasmatica.
L'antibiotico viene escreto per il 90% tramite filtrazione glomerulare (come la creatinina). Di conseguenza un'insufficienza renale può portare a gravi intossicazioni con emivita del farmaco aumentata fino a 6-10 giorni.
Il farmaco può essere rimosso durante la terapia dialitica, tanto che la cinetica di rimozione deve essere considerata per la somministrazione di una dose adeguata.

## Usi clinici
La vancomicina è un antibiotico di largo uso in clinica ogni volta che si ha sospetto di infezione da stafilococchi meticillino resistenti (interventi chirurgici, endocarditi, ascessi). Le endocarditi da enterococchi vengono trattate con vancomicina e gentamicina.
Le polmoniti da Streptococcus pneumoniae, qualora si sospetti la resistenza alla penicillina, vengono trattate con vancomicina associata a ceftriaxone e rifampicina.
La vancomicina viene anche somministrata come alternativa in infezioni causate da batteri Gram positivi nei pazienti allergici alle penicilline, cefalosporine o altri antibiotici betalattamici a causa della possibilità di allergia crociata tra betalattamici.
Nella terapia antibatterica nelle infezioni da HLR-VRSA (Staphylococcus Aureus Resistente alla Vancomicina) è riscontrata una sinergia tra i glicopeptidi e l'oxacillina,tramite l'associazione di vancomicina più oxacillina o teicoplanina più oxacillina.
Nell'adulto sano il dosaggio iniziale è di 1.000 mg somministrato per via endovenosa, seguito da 500 mg ogni 6 ore oppure 1.000 mg ogni 12 ore; per i bambini sono sufficiente 30 mg per kg al giorno.
La concentrazione ematica non dovrebbe mai essere superiore a 20-50 µg/ml o inferiore a 5-15 µg/ml.
Nelle infezioni da C. difficile la vancomicina è somministrata per via orale e la dose consigliata è 125 mg ogni 6 ore per 7-14 giorni negli adulti e 500 mg/1,73 m2 ogni 6 ore nei neonati, dopo una diagnosi certa. In quest'ultima indicazione è possibile utilizzare metronidazolo per via orale in combinazione alla vancomicina.

## Effetti avversi
Si hanno effetti indesiderati in circa il 10% dei casi, solitamente leggeri e confinati al siti di iniezione. L'ototossicità e la nefrotossicità sono effetti molto rari. La vancomicina può potenziare gli effetti nefrotossici di antibiotici amminoglicosidici come la gentamicina. Un effetto comune è anche la sindrome dell'uomo rosso, una particolare reazione allergica scatenata dal rilascio sistemico di istamina.
Si segnala l'insorgenza crescente di resistenza dei batteri (come per tutti gli antibiotici) alla vancomicina, tra i quali: VISA (Vancomycin Intermediate Staphylococcus Aureus), VRE (Vancomycin Resistant Enterococcus) e VRSA (Vancomycin Resistant Staphylococcus Aureus) ovvero Staphylococcus aureus resistente alla vancomicina.